# Opopeo
Opopeo es una localidad del estado mexicano de Michoacán, parte del municipio de Salvador Escalante, en el centro del estado.
Opopeo, localizada en la Meseta purépecha entre Pátzcuaro y Santa Clara del Cobre, es conocida por su gran producción artesanal donde se trabaja la madera para muchos fines, pero principalmente para la producción de muebles, dando origen esta industria artesanal a la celebración en octubre de la «Feria de la Silla», principal acontecimiento de la localidad; el origen del pueblo y de su tradición por el trabajo maderero puede ser anterior a la conquista española, pues en 1614 ya existía constancia de esta actividad en Opopeo, además otro de sus principales atractivos turísticos es su templo católico, originario del siglo XVII y los portales que rodean la plaza principal.
De acuerdo a los resultados del Conteo de Población y Vivienda realizado en 2005 por el Instituto Nacional de Estadística y Geografía, Opopeo tiene una población total de 8 666 habitantes, de los que 4 035 son hombres y 4 631 son mujeres, lo que la convierte en la segunda localidad por población de Salvador Escalante, tras la cabecera, Santa Clara del Cobre.